# Hydrangea heteromalla
Hydrangea heteromalla es una especie de arbusto perteneciente a la familia Hydrangeaceae. Es originaria de China.   

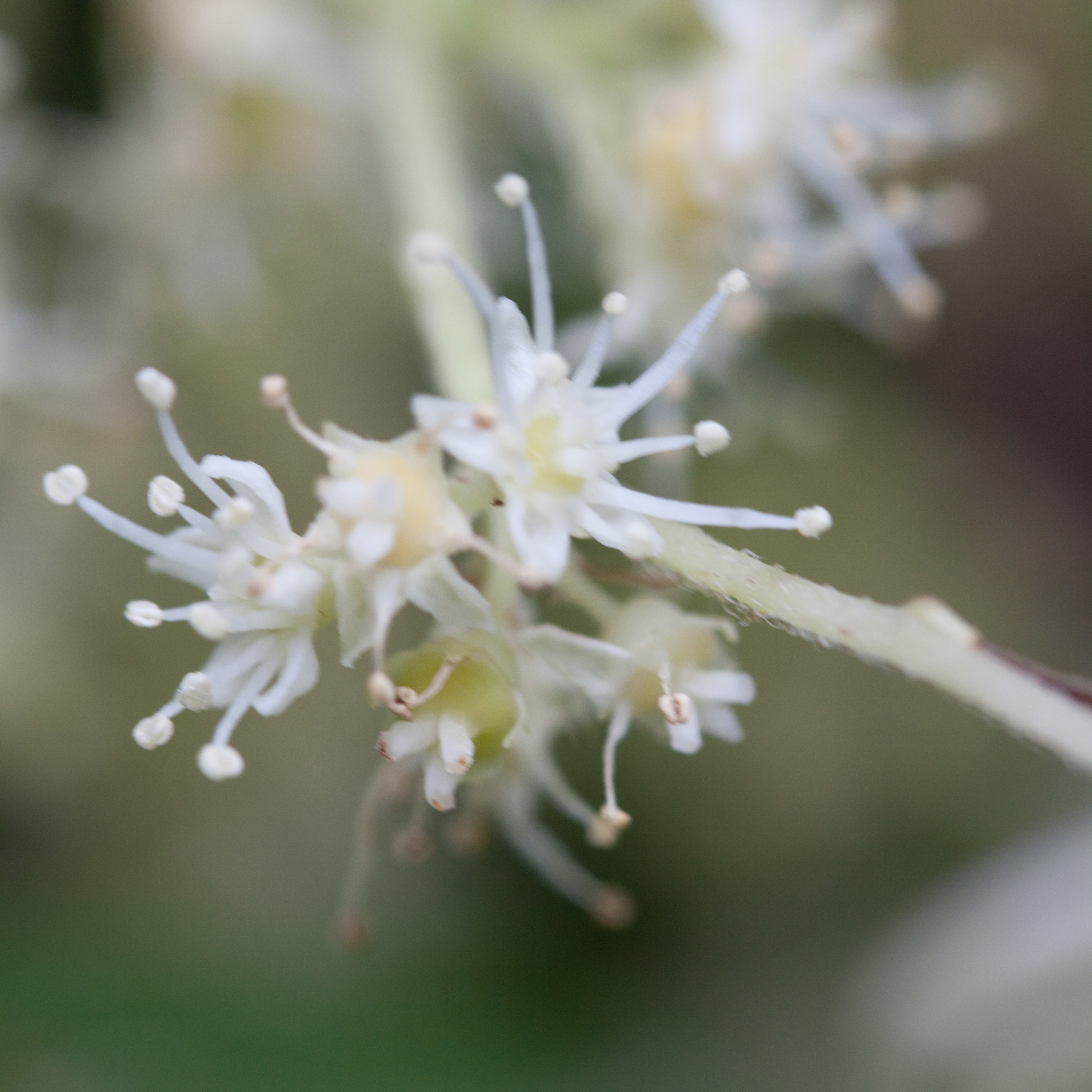
Detalle de la flor

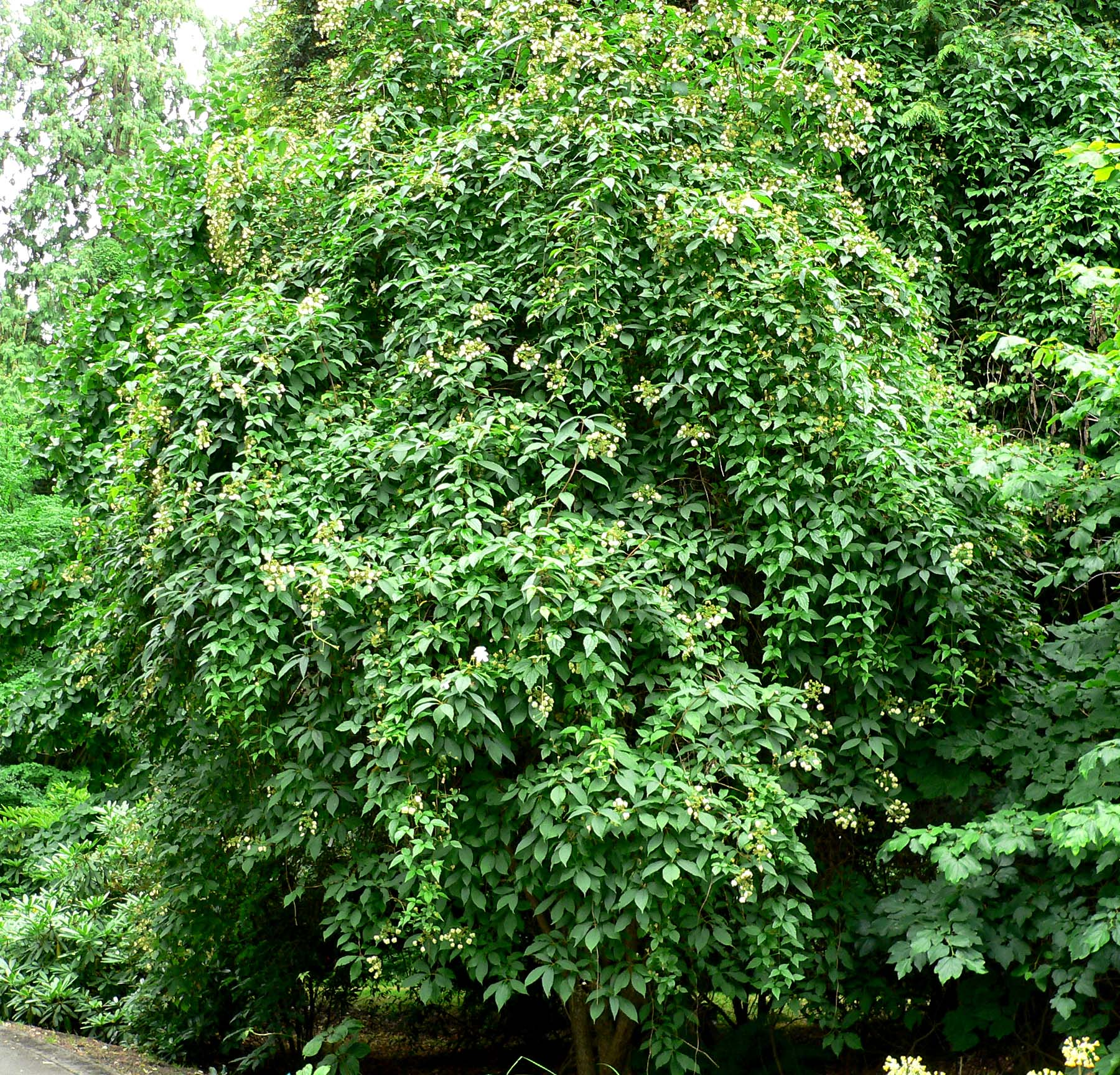
Vista de la planta

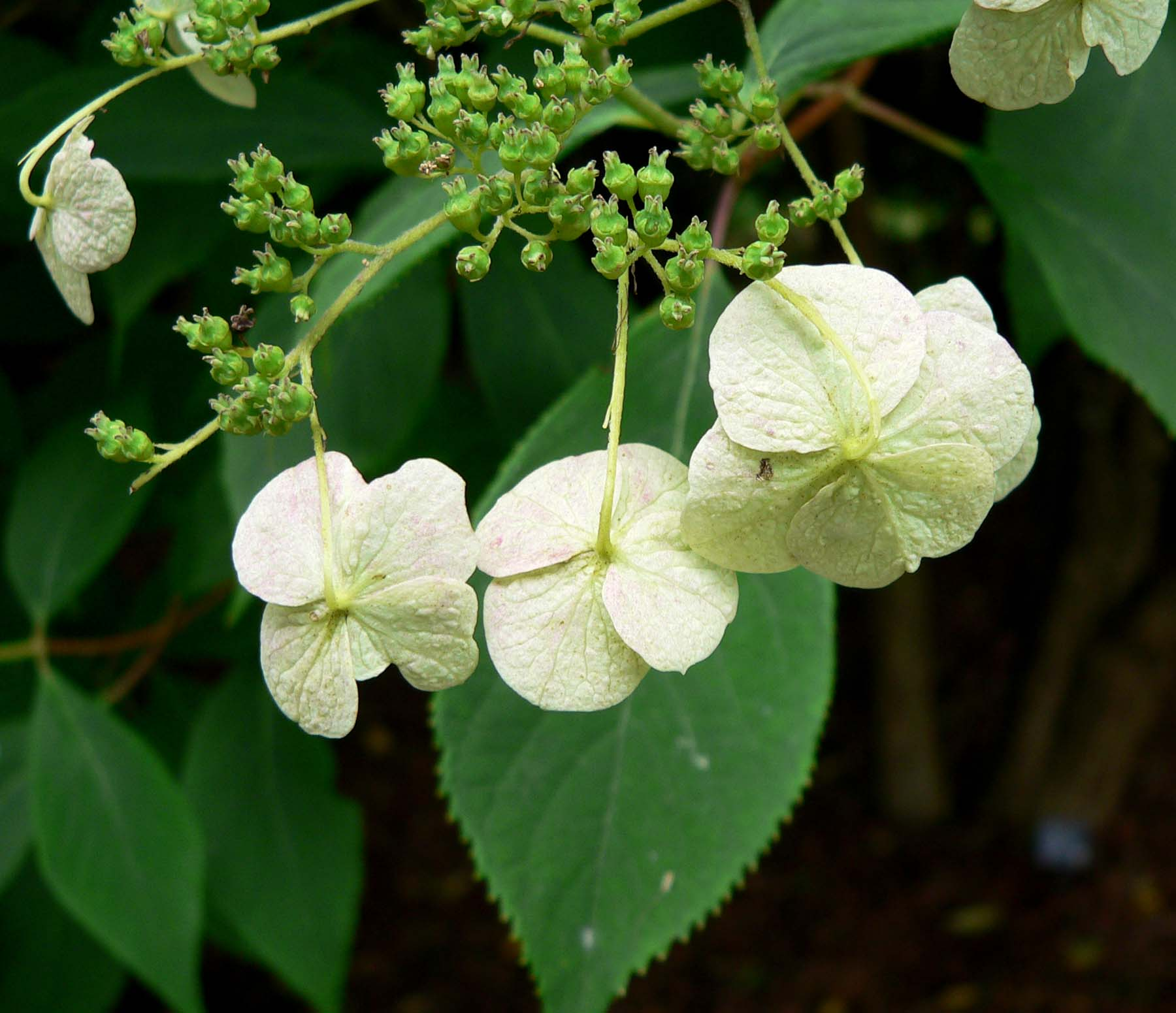
Flores

## Descripción
Son pequeños árboles o arbustos que alcanzan los 2-5 m de altura o más. Las ramillas son de color marrón rojizo y pardo, pubescentes, con pocas lenticelas elípticas. Las hojas con peciolo rojo púrpura  de 2-4 cm de largo, pilosa; el limbo elíptico, anchamente ovadas, ovadas u oblongas de 6-15 cm × 3-8, papiráceas, obtusas o truncadas, margen densamente serrulado o aserradas por partida doble, el ápice agudo a acuminado. Las inflorescencias se producen en cimas corimbosas de 15-20 cm de ancho. El fruto es una cápsula ovoide- globosa a subglobosa de 2.5-3.5 mm de diámetro.  Las semillas son de color amarillo- marrón, elipsoides a oblongas, levemente comprimidas de 0.7-1 mm, con alas en ambos extremos.

## Distribución y hábitat
Se encuentra en los bosques y matorrales en las laderas de montaña a una altitud de 2400-3400 metros en Sichuan, Xizang, Bután, Yunnan, India, Nepal y Sikkim.

## Taxonomía
Hydrangea heteromalla fue descrita formalmente por David Don  y publicado en Prodromus Florae Nepalensis 211. en el año 1825.
Etimología
Hydrangea: nombre genérico que deriva de las palabras griegas:  (ὕδωρ hydra) que significa "agua" y  ἄγγος (gea) que significa "florero"  o "vasos de agua" en referencia a la característica forma de sus cápsulas en forma de copa.
heteromalla: epíteto latíno que significa "con diferentes pelos"
Sinonimia
- Hydrangea bretschneideri Dippel
- Hydrangea dumicola W.W.Sm.
- Hydrangea giraldii Diels
- Hydrangea hypoglauca Rehder
- Hydrangea khasiana Hook.f. & Thomson
- Hydrangea macrocarpa Hand.-Mazz.
- Hydrangea mandarinorum Diels
- Hydrangea peckinensis hort. ex Dippel
- Hydrangea pubinervis Rehder
- Hydrangea sungpanensis Hand.-Mazz.
- Hydrangea vestita var. pubescens Maxim.
- Hydrangea vestita Wall.
- Hydrangea xanthoneura Diels[4]